# Silgan
Silgan Holdings est une entreprise américaine du secteur de l'emballage.

## Activité
Silgan Holdings Inc. est une société de portefeuille. Ses filiales fabriquent et commercialisent des emballages rigides pour les produits de consommation : bouchons et contenants métalliques et en plastique

## Histoire
En janvier 2017, WestRock annonce la vente de ses activités dans les distributeurs de savons et dans les sprays pour 1 milliard de dollars à Silgan. 

## Principaux actionnaires
Au 4 décembre 2019.
| R. Philip Silver                                | 15,9% |
| D. Greg Horrigan                                | 13,3% |
| The Vanguard Group                              | 7,40% |
| JPMorgan Investment Management                  | 6,71% |
| Bain Capital Public Equity                      | 4,60% |
| Veredus Asset Management                        | 4,27% |
| Cardinal Capital Management                     | 3,17% |
| Wellington Management                           | 3,05% |
| Hennessy Advisors, Inc. (Investment Management) | 2,68% |
| Delta Partners                                  | 2,62% |